# رخنه‌گر (مجموعه تلویزیونی بریتانیایی)
رخنه‌گر (انگلیسی: Cracker) سریالی بریتانیایی در سبک درام و جنایی است. از بازیگران این سریال می‌توان به رابی کالتران و کریستوفر اکلستون اشاره نمود.